# Distrito de Châteaubriant-Ancenis
El distrito de Châteaubriant-Ancenis (en francés arrondissement de Châteaubriant-Ancenis) es una división administrativa francesa, situada en el departamento de Loira Atlántico, de la región de Países del Loira, creado a partir de la unión de los antiguos distritos de Ancenis y Châteaubriant.

## División territorial

### Cantones
1. Ancenis
2. Blain (que abarca parte de los distritos de Châteaubriant-Ancenis, Nantes y Saint-Nazaire)
3. Châteaubriant
4. Guémené-Penfao
5. La Chapelle-sur-Erdre (que abarca parte de los distritos de Châteaubriant-Ancenis y Nantes)
6. Nort-sur-Erdre
7. Pontchâteau (que abarca parte de los distritos de Châteaubriant-Ancenis y Saint-Nazaire)

## Historia
El 1 de enero de 2017, en aplicación del decreto ministerial n.º 2016-1959, de 29 de diciembre de 2016, se fusionaron los distritos de Ancenis y Châteaubriant para formar el nuevo distrito de Châteaubriant-Ancenis, junto con las comunas del distrito de Nantes de Grandchamps-des-Fontaines, Sucé-sur-Erdre, Treillières y Vigneux-de-Bretagne.